# Oravská Lesná
Oravská Lesná és un poble i municipi d'Eslovàquia que es troba a la regió de Žilina, al centre-nord del país.

## Demografia
| Godina             | 1994 | 2004   | 2014   | 2024   |
| ------------------ | ---- | ------ | ------ | ------ |
| Nombre de persones | 2944 | 3133   | 3322   | 3449   |
| Diferència         |      | +6,41% | +6,03% | +3,82% |

| Godina             | 2023 | 2024   |
| ------------------ | ---- | ------ |
| Nombre de persones | 3443 | 3449   |
| Diferència         |      | +0,17% |